# Iglesia de San Nicolás (Giornico)

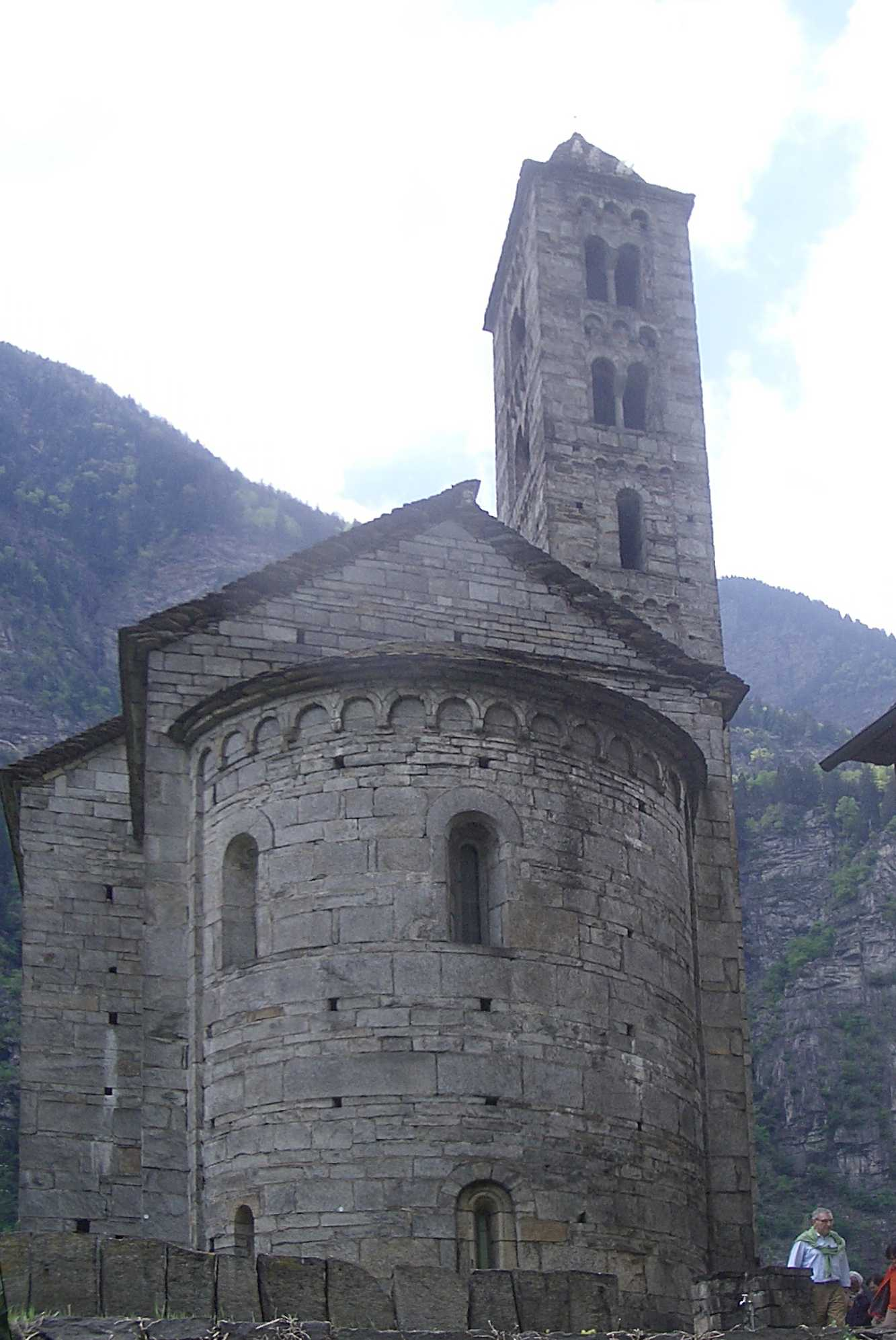
La iglesia.

La iglesia de san Nicolás en Giornico, decretada monumento nacional, constituye uno de los más importantes ejemplos de arquitectura románica en el Cantón del Tesino (Suiza), notable por la pureza y simplicidad de sus líneas.

## Historia y obras de arte
La edificación de la iglesia está atestiguada desde 1202 (según un pergamino proveniente de la Parroquia de Chironico) y se concluyó en el año 1210. En 1298 la iglesia es mencionada como parte del orden benedictino, dependiente de la poderosa Abadía de Fruttuaria, en el territorio de San Benigno Canavese. Es muy verosímil que la iglesia perteneciera a un convento contiguo del que no queda ningún rastro.
El estilo arquitectónico de la iglesia, de una nave, interpreta fielmente los cánones del románico lombardo. La fachada presenta la típica forma de campana, con dos altas lesenas que encuadran el portal y bandas lombardas que dan impulso al edificio. En la fachada, el portal central con dos leones y capiteles esculpidos. Abajo siempre en la fachada, se encuentran algunas esculturas en piedra con formas zoomorfas y fantásticas, típicas del gusto medieval.
Las decoraciones realizadas con piedras esculpidas en forma punteada que diseñan el friso de arcos lombardos, recorre lo largo de toda la iglesia por su exterior, sobre las paredes laterales y el ábside semicircular. Un segundo portal, que se abre en la pared sur, presenta también interesantes elementos escultóricos, como las cabezas humanas en estantes decorativos que sostienen el arquitrabe. El campanario de la iglesia muestra, en diversos pisos, la habitual sucesión de monóforas y bíforas.

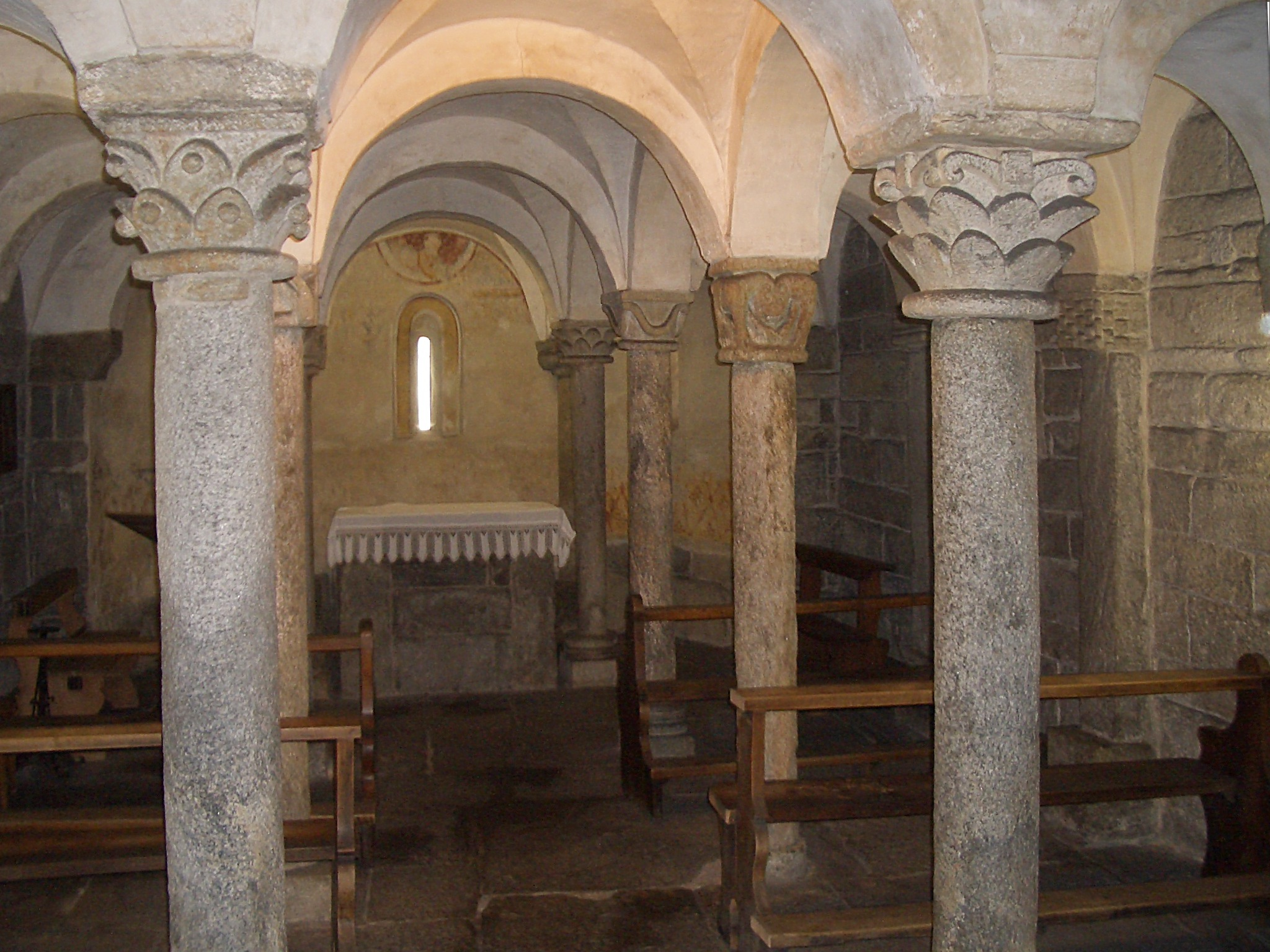
La cripta.

El interior de la iglesia se presenta con una única nave que conduce al [[presbiterio 
(arquitectura)|presbiterio]] 
colocado en posición elevada, a la que se accede por medio de dos escalinatas. El aula presbiterial tiene forma cuadrada y termina con el ábside semicircular que recibe luz de dos monóforas. 
Bajo el presbiterio se ve inmediatamente (a causa de una solución arquitectónica bastante poco común en las iglesias románicas) la cripta: allí se accede bajando pocos escalones. Está dividida en tres pequeñas naves mediante ocho columnas con capiteles ricamente esculpidos, todos diversos entre sí que ofrecen, en la variedad de sus motivos vegetales, geométricos y zoomorfos, la riqueza del simbolismo medieval. 
Inmediatamente tras la entrada, a la izquierda, hay una preciosa pila bautismal de piedra del siglo XII, traída de la iglesia parroquial de San Miguel. Se trata de una pila de forma hexagonal realizada a partir de un solo bloque de piedra, decorada con bajorrelieves con símbolos bautismales.

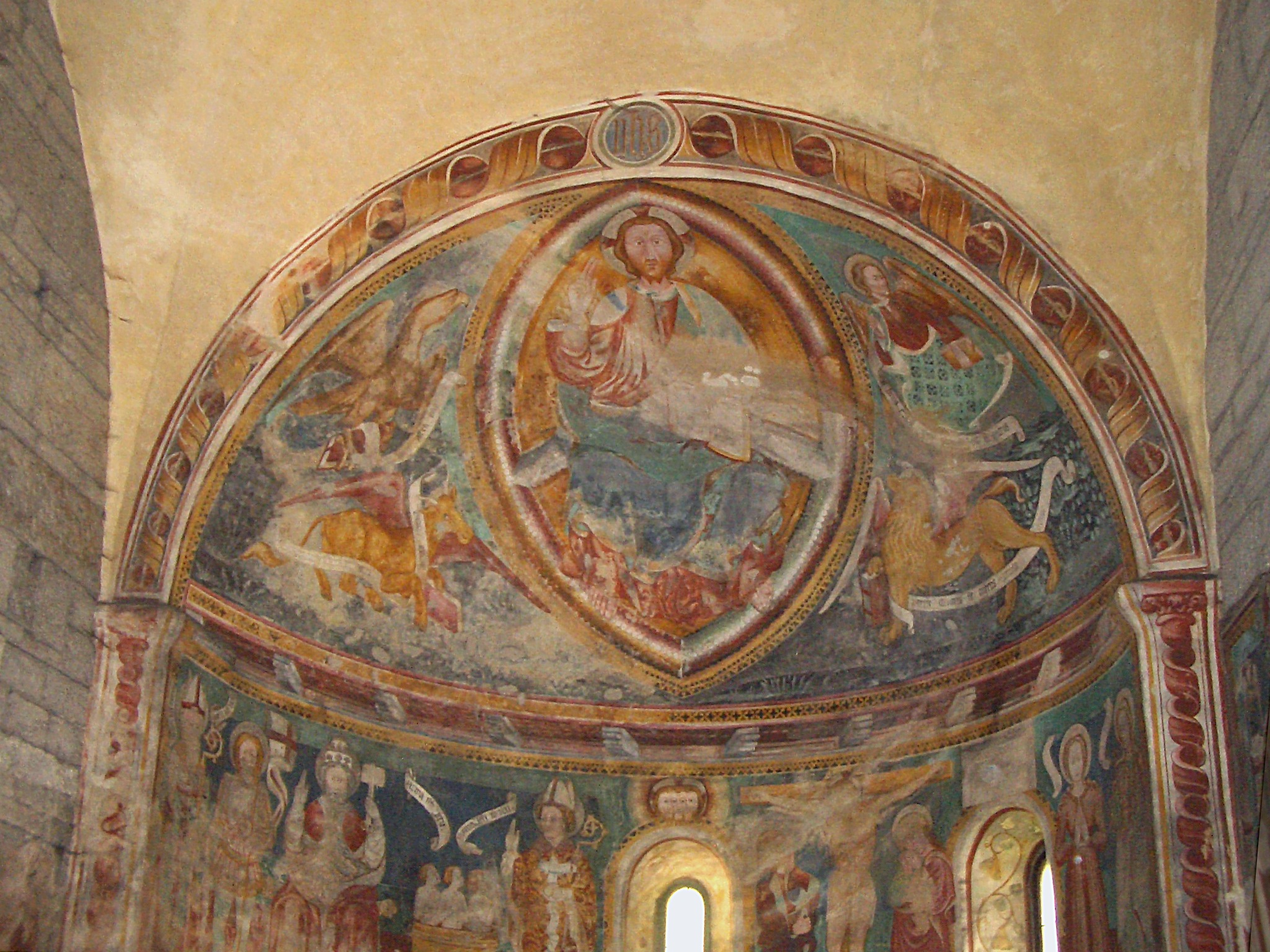
Los frescos del ábside.

La iglesia está adornada en su interior por interesantes ciclos de frescos. En la pared de la izquierda de la nave se encuentran fragmentos de pinturas antiguas (siglo XIII) entre los que todavía se puede reconocer con cierta facilidad una Última cena.
El ábside está totalmente cubierta de frescos datados en 1478 y firmados por Nicolao da Seregno, artista activo sobre todo en el Cantón del Tesino, cuyo estilo pictórico ya es gótico. Actualmente son perfectamente visibles debido a los trabajos de restauración que les han devuelto sus colores originales. 
Se encuentra el Cristo en Majestad colocado en una mandorla de luz y rodeado de los símbolos del tetramorfo. Luego la representación de una serie de santos populares. De izquierda a derecha se puede reconocer a Godardo Obispo, Víctor, Pedro apóstol (retratado como el primer Papa), Nicolás de Bari (con tres niños a los lados); se encuentra además, tras la monófora central, una Crucifixión con la Virgen y San Juan y luego tras la segunda monófora, las figuras de Santa Margarita y María Magdalena.
Curiosa es la representación de la trinidad que se encuentra sobre la monófora central. Es un vultus trifons (una figura de tres cabezas y seis ojos). Esta clase de representaciones fueron prohibidas pro las autoridades de la Iglesia católica debido a la naturaleza monstruosa de la figura.
A los lados del coro, hay otros frescos realizados también por Nicolao da Seregno: una Navidad, un Santo Obispo (quizás Nicolás de Bari) y una Virgen en el trono.